# District hui de Guancheng
Le district hui de Guancheng (管城回族区 ; pinyin : Guǎnchéng huízú Qū) est une subdivision administrative de la province du Henan en Chine. Il est placé sous la juridiction de la ville-préfecture de Zhengzhou.